# شتاتالندورف

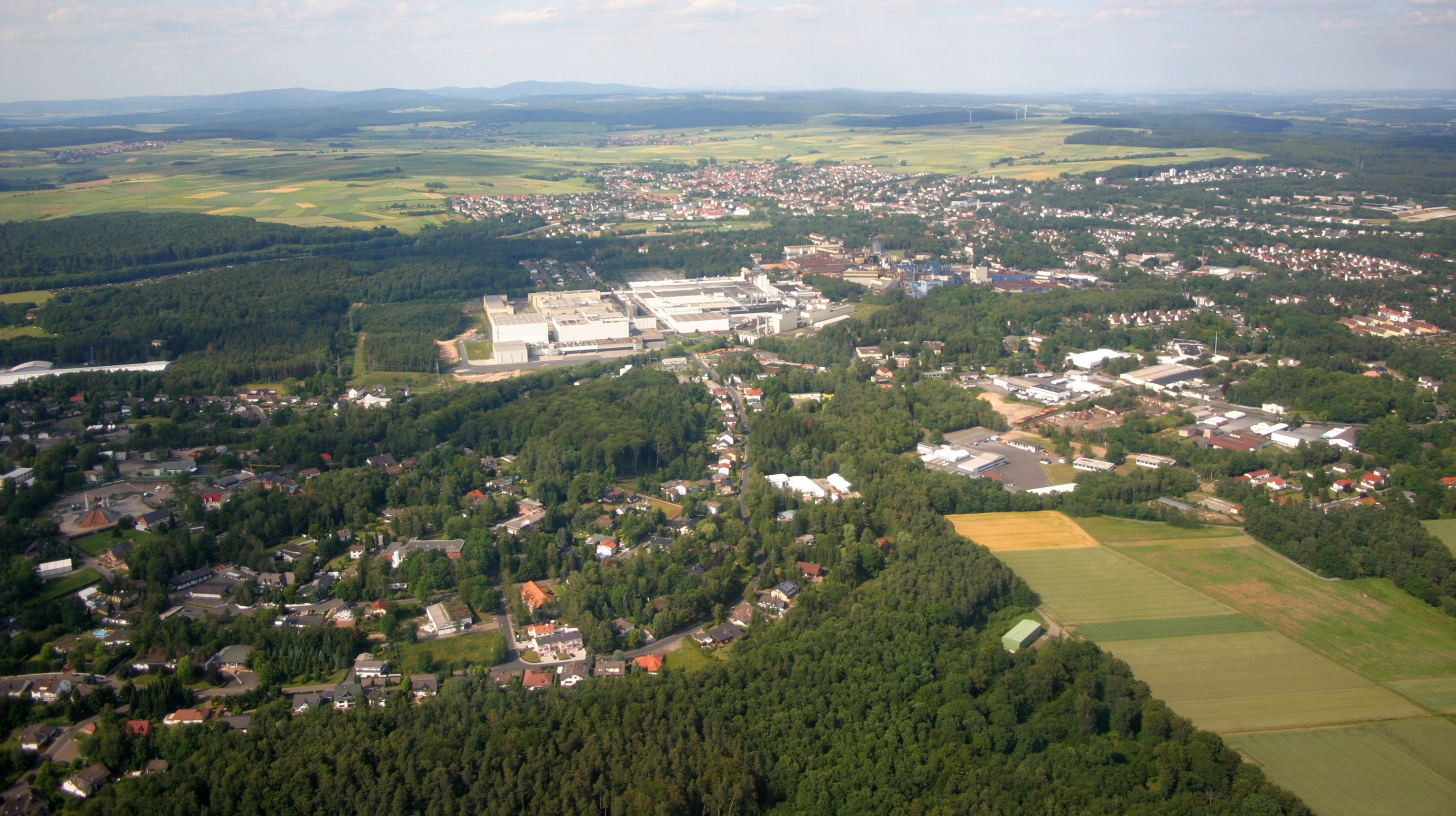

شتاتالندورف (بالألمانية: Stadtallendorf) هي مدينة في منطقة ماربورغ-ميدنكوبف، هسن، ألمانيا. وتبعد حوالي 18 كيلومتر (11 ميل) شرق ماربورغ. في عام 2010، استضافت مدينة شتاتالندورف مهرجان هيسنتاغ الخمسين.

## السكان
- 1998 – 21,587
- 1999 – 21,643
- 2000 – 21,656
- 2001 – 21,671
- 2002 – 21,704
- 2003 – 21,708
- 2004 – 21,528
- 2006 – 21,540
- 2009 – 21,146

## توأمة
لشتاتالندورف اتفاقيات توأمة مع كل من:
- كوسفيغ
- St Ives, Cambridgeshire [الإنجليزية]‏

## أعلام
- آيكه إيمل